# Onthophagus sangirensis
Onthophagus sangirensis là một loài bọ cánh cứng trong họ Bọ hung (Scarabaeidae).